# Mucolytique
Un agent mucolytique est une substance (un agent chimique, un médicament) qui fluidifie le mucus. Ce type de médicament est déconseillé chez le nourrisson, et aucun traitement mucolytique n'a une efficacité prouvé scientifiquement ,. 

## Histoire
Le mucus de limaces ou d'escargots était autrefois (depuis l'antiquité au moins) utilisés pour soigner des maladies pulmonaires et respiratoires, grâce à des propriétés mucolytiques.

## Usages médicaux
En médecine humaine ou vétérinaire les mucolytiques sont principalement utilisés afin de fluidifier le mucus des voies respiratoires, facilitant ainsi l'expectoration et la respiration, par exemple en cas d'asthme bronchique, de mucoviscidose, de bronchite, de bronchite chronique, (avec éventuellement en complément une kinésithérapie, par exemple en cas de bronchopneumonopathie obstructive).

On les utilise également lors de certains examens comme le lavage broncho-alvéolaire.

## Exemples d'agents mucolytiques
On peut citer la carbocystéine ou l'acétylcystéine, fréquemment utilisées.
On peut également utiliser les propriétés fluidifiantes de l'Ambroxol chlorhydrate, Aminothiazoline camphorate, Bromhexine chlorhydrate,, Carbamide, Carbocisteine, Diacetylcysteinate de methyle, Dornase alfa, Erdosteine, Letosteine, Mecysteine chlorhydrate, Mesna, Tiopronine. Des huiles essentielles (Inula graveolens, Eucalyptus radiata, Lavandula latifolia,...) ont également de telles propriétés.[réf. nécessaire]
Certaines molécules mucolytiques sont d'origine végétale (Phytothérapie ; c'est le cas par exemple d'un extrait de Diplotaxis tenuifolia).

## Limites, contre-indications
Chez le nourrisson, les mucolytiques (ainsi que comme les fluidifiants, l'Hélicidine, les antihistaminiques et suppositoires terpéniques) sont en France selon l’Agence nationale de sécurité du médicament et des produits de santé (ANSM) dans deux avis diffusés en 2010 et 2011 considérés comme contre-indiqués. Et une évaluation faite chez 29 pharmaciens et préparateurs en pharmacie (du 4 au 25 août 2012) ainsi que chez 289 parents de nourrissons (de décembre 2011 à avril 2012) a montré un taux de non-respect des contre-indications de 23,8 % chez les parents et de 34,5 % chez les pharmaciens et préparateurs en pharmacie. L'Agence note aussi que « La consommation d’antitussifs était inversement corrélée à la capacité à réaliser une désobstruction rhinopharyngée (DRP) » (21 % des parents seulement savaient pratiquer la DRP). L'objectif de l'Agence est de « parvenir à l’arrêt de la délivrance des médicaments antitussifs chez les nourrissons » via une meilleure information et éducation des parents. 